# إيرو إركو
إيرو إركـّو (Eero Erkko؛ أوريماتيلا، 18 مايو 1860 - هلسنكي، 14 أكتوبر 1927) سياسي ورجل صحافة فنلندي، أحد مؤسسي صحيفة بايفالهتي (لاحقاً هلسنغن سانومات). وأصبح رئيس التحرير والمالك الرئيسي. توقفت الصحيفة لإشارتها بإيجابية إلى أويغن شاومان قتال نيكولاي بوبريكوف في وقت مبكر من القرن العشرين. واضطر إركـّو إلى المنفى وامضى سنوات 1903-1905 في الولايات المتحدة وكوبا. وبدأ من جديد في عام 1908 رئيس تحرير المجلة، التي غيرت اسمها إلى هلسنغن سانومات.